# Erodiini
Erodiini — триба жесткокрылых из семейства чернотелок.

## Систематика
В составе трибы:
- роды: Ammodoides — Ammozoides — Ammozoum — Amnodeis — Anodesis — Apantodes — Apentanes — Apentanodes — Arthrodeis — Arthrodibius — Arthrodinus — Arthrodion — Arthrodosis — Arthrodygmus — Arthrohyalosis — Bulbulus — Capricephalus — Diaphanidus — Diodontes — Erodiontes — Erodius — Falsarthrosis — Foleya — Globularthrodosis — Histeromimus — Histeromorphus — Hyalarthrodosis — Hyalerodius — Iranerodius — Leptonychoides — Leptonychus — Piestognathoides — Piestognathus — Pseudodiaphanidus — Rasphytus — Spyrathus